# Bathiorhamnus vohemarensis
Bathiorhamnus vohemarensis är en brakvedsväxtart som beskrevs av Callm., Phillipson och Buerki. Bathiorhamnus vohemarensis ingår i släktet Bathiorhamnus och familjen brakvedsväxter. Inga underarter finns listade i Catalogue of Life.